# Dauerstadium
Ein Dauerstadium bezeichnet die Bildung von Sporen oder Zysten, meist zur Überdauerung von Trockenperioden. Oftmals werden derartige Stadien von einzelligen Organismen gebildet, jedoch bilden auch einige Vielzellige (Metazoa) Dauerstadien aus.
Zum einen kann die Bildung von Endosporen erfolgen, einer Überdauerungsform, die innerhalb eines Organismus bzw. Zelle gebildet wird, was sie von den Exosporen unterscheidet. Sie schützt den Organismus gegen Austrocknung, Schallvibrationen, UV-Strahlung, chemische Einflüsse und Hitze. 
Als Exospore (oder Ektospore) bezeichnet man eine Sporenform, die meist Mittel zur Vermehrung von Bakterien oder Pilzen dient und im Gegensatz zu Endosporen keine Sporenhülle besitzt. Wegen ihres geringen Wasseranteils und des fast vollständig eingestellten Metabolismusses ist sie in der Regel noch resistenter gegen Austrocknung, Schallvibrationen, UV-Strahlung, chemische Einflüsse und Hitze. 
Einige Exosporen weisen sogar eine gewisse Toleranz gegenüber ionisierender Strahlung auf.
Intakte Sporen können Jahrzehnte (nach einigen Quellen sogar Jahrhunderte) überdauern, ohne nennenswert an Funktionsfähigkeit zu verlieren.
Eine weitere Überdauerungsform stellt die Zyste dar. Verschiedene niedere Pflanzen und Tiere  bilden bei ungünstigen Lebensbedingungen kapselartige Hüllen. Diese sehr robusten Ruheformen können mehrere Jahre überleben, um sich dann bei besseren Bedingungen wieder in die normale Lebensform umzuwandeln.
Dauereier dienen vielen niederen Krebsarten als Dauerstadium.